# Dobrovo (Słowenia)
Dobrovo – wieś w Słowenii, siedziba gminy Brda. W 2018 roku liczyła 336 mieszkańców.